# Мађарска на Зимским олимпијским играма 1936.
Мађарска је учествовала на Зимским олимпијским играма које су одржане 1936. године у Гармиш-Партенкирхену, Немачка. Ово је било четврто учешће мађарских спортиста на зимским олимпијадама. Мађарски спортисти су на овој олимпијади освојили једну олимпијску медаљу, бронзану.
Мађарска је на овим олимпијским играма учествовала у четири спортске гране, девет спортских дисциплина са укупно 25 спортиста. По, што је уједно била и једина медаља са ових игара за Мађарску. Други пут узастопно је клизачки пар Ротер-Солаш освојио бронзану медаљу, поновивши успех са претходних игара, што је уједно била и једина медаља коју су на овим играма освојили мађарски спортисти.
Мађарски спортисти су у једној спортској грани освојили седам олимпијских поена са чиме су се изједначили са својим претходним резултатом из Лејк Плесида.
На отварању игара носилац мађарске заставе је био скијаш Левенте Балатони. 

## Медаље
| Медаља | Име                          | Спортска грана    | Дисциплина |
| ------ | ---------------------------- | ----------------- | ---------- |
|        | Емилија Ротер др Ласло Солаш | Уметничко клизање | Парови     |

## Резултати по спортовима
У табели је приказан успех мађарских спортиста на олимпијади. У загради иза назива спорта је број учесника
Са појачаним бројевима је означен најбољи резултат.
Принцип рачунања олимпијских поена: 1. место – 7 поена, 2. место – 5 поена, 3. место – 4 поена, 4. место – 3 поена, 5. место – 2 поена, 6. место – 1 поен.

| Спортска дисциплина | Освојено место | Освојено место | Освојено место | Освојено место | Освојено место | Освојено место | Олимпијски поени | Такмичари | Такмичари | Такмичари |
| Спортска дисциплина |                |                |                | 4.             | 5.             | 6.             | Олимпијски поени | Мушки     | Женске    | Укупно    |
| Брзо клизање (3)    | 0              | 0              | 0              | 0              | 0              | 0              | 0                | 1         | 0         | 1         |
| Хокеј на леду (1)   | 0              | 0              | 0              | 0              | 0              | 0              | 0                | 13        | 0         | 13        |
| Спортски парови (3) | 0              | 0              | 1              | 1              | 0              | 0              | 7                | 4         | 3         | 7         |
| Скијање (2)         | 0              | 0              | 0              | 0              | 0              | 0              | 0                | 4         | 0         | 4         |
|                     |                |                |                |                |                |                |                  |           |           |           |
| Укупно              | 0              | 0              | 1              | 1              | 0              | 0              | 7                | 22        | 3         | 25        |

## Брзо клизање
Мушки
| Дисциплина     | Име           | Резултат | Позиција |
| -------------- | ------------- | -------- | -------- |
| 1500 m мушки   | Ласло Хидвеги | 2:29,0   | 25.      |
| 5000 m мушки   | Ласло Хидвеги | 8:53,3   | 17.      |
| 10.000 m мушки | Ласло Хидвеги | 18:04,0  | 14.      |

## Хокеј на леду
Мушки

### Хокејаши Мађарске
| Име              | Број утакмица | Број голова | Позиција |
| ---------------- | ------------- | ----------- | -------- |
| Миклош Берце     | 6             | 0           | 7.       |
| Иштван Хирчак    | 6             | 0           | 7.       |
| Маћаш Фаркаш     | 1             | 0           | 7.       |
| Андраш Гергељ    | 2             | 0           | 7.       |
| Ласло Гергељ     | 4             | 0           | 7.       |
| Бела Харај       | 5             | 4           | 7.       |
| Фриђеш Хелмеци   | 1             | 0           | 7.       |
| Золтан Јенеи     | 5             | 1           | 7.       |
| Шандор Миндер    | 6             | 2           | 7.       |
| Шандор Миклош    | 6             | 8           | 7.       |
| Ференц Моноштори | 1             | 0           | 7.       |
| Ласло Рона       | 6             | 1           | 7.       |
| Ференц Самоши    | 6             | 0           | 7.       |

### Хокејашке утакмице
| 6. фебруар 1936. | МАЂ | 11 - 2 | БЕЛ | Полувреме: (1-1, 2-0, 8-1) | Арена: Кунстенс | Судија: · Лефебур ФРА · Штајнке НЕМ |

| 7. фебруар 1936. | МАЂ | 3 – 0 | ФРА | Полувреме: (0-0, 1-0, 2-0) | Арена: Рајхерси | Судија: · Браун САД · Шмит НЕМ |

| 8. фебруар 1936. | TCH | 3 – 0 | МАЂ | Полувреме: (1-0, 1-0, 1-0) | Арена: Кунстенс | Судија: · Лиц БЕЛ · Браун САД |

| 11. фебруар 1936. | НЕМ | 2 - 1 | МАЂ | Полувреме: (0-0, 1-0, 1-1) | Арена: Кунстенс | Судија: · Топалски ПОЉ · Браун САД |

| 12. фебруар 1936. | КАН | 15 – 0 | МАЂ | Полувреме: (3-0, 9-0, 3-0) | Арена: 'Кунстенс | Судија: · Крише НЕМ · Ерхард GBR |

| 13. фебруар 1936. | GBR | 5 – 1 | МАЂ | Полувреме: (1-0, 3-1, 1-0) | Арена: Кунстенс | Судија: · Браун САД · Шмит НЕМ |

## Уметничко клизање
Жене
| Дисциплина        | Име        | Резултат  | Позиција |
| ----------------- | ---------- | --------- | -------- |
| Појединачно, жене | Ева Ботонд | 106/356,1 | 15.      |

Мушки
| Дисциплина         | Име                | Резултат | Позиција |
| ------------------ | ------------------ | -------- | -------- |
| Појединачно, мушки | Денеш Патаки       | 60/374,8 | 9.       |
| Појединачно, мушки | Елемер Тардонфалви | 56/379   | 8.       |

Спортски парови
| Дисциплина      | Пар                               | Резултат  | Позиција |
| --------------- | --------------------------------- | --------- | -------- |
| Спортски парови | Пирошка Секрењеши Атила Секрењеши | 38,5/10,6 | 4.       |
| Спортски парови | Емилија Ротер др Ласло Солаш      | 32,5/10,8 |          |

## Скијање

### Алпско скијање
Мушки
| Дисциплина                | Скијаш           | Резултат | Позиција |
| ------------------------- | ---------------- | -------- | -------- |
| Алпска комбинација, мушки | Левенте Балатони | одустао  | одустао  |
| Алпска комбинација, мушки | Имре Чик         | 72,24    | 30.      |
| Алпска комбинација, мушки | Карољ Кевари     | 75,05    | 27.      |
| Алпска комбинација, мушки | Ласло Салај      | 79,68    | 19.      |

### Нордијско скијање
Мушки
| Дисциплина                   | Скијаш       | Резултат | Позиција |
| ---------------------------- | ------------ | -------- | -------- |
| Нордијска комбинација, мушки | Карољ Кевари | одустао  | одустао  |
| Нордијска комбинација, мушки | Ласло Салај  | одустао  | одустао  |